# Honduras nos Jogos Olímpicos de Verão de 2012
Honduras competiu nos Jogos Olímpicos de Verão de 2012, que aconteceram na cidade de Londres, no Reino Unido, de 27 de julho até 12 de agosto de 2012.

## Desempenho

### Futebol
Masculino
| Equipe | Equipe | Fase de grupos                           | Fase de grupos | Quartas                | Semifinal              | Final                  | Pos. |
| Equipe | Equipe | Adversário e resultado                   | Pos.           | Adversário e resultado | Adversário e resultado | Adversário e resultado | Pos. |
| --- | --- | ---------------------------------------- | -------------- | ---------------------- | ---------------------- | ---------------------- | ---- |
| José Mendoza Wilmer Crisanto Maynor Figueroa Hilder Colón José Velázquez Arnold Peralta Mario Martínez Alfredo Mejía Anthony Lozano | Alexander López Jerry Bengston Orlin Peralta Eddie Hernández Andy Najar Roger Espinoza Johnny Leverón Luis Garrido Francisco Reyes | MAR Marrocos E 2-2 ESP Espanha JPN Japão |                |                        |                        |                        |      |

### Halterofilismo
Masculino
| Atleta           | Evento | Arranque (kg) | Arremesso (kg) | Total (kg) | Posição |
| ---------------- | ------ | ------------- | -------------- | ---------- | ------- |
| Cristopher Pavón | -94kg  | 140,0         | 180,0          | 320,0      | 18º     |

### Judo
Masculino
| Atleta      | Evento | Fase preliminar          | Primeira fase          | Oitavas                | Quartas                | Semifinal              | Repescagem             | Repescagem             | Repescagem             | Final                  |
| Atleta      | Evento | Fase preliminar          | Primeira fase          | Oitavas                | Quartas                | Semifinal              | 1ª fase                | Quartas                | Semifinal              | Final                  |
| Atleta      | Evento | Adversário e resultado   | Adversário e resultado | Adversário e resultado | Adversário e resultado | Adversário e resultado | Adversário e resultado | Adversário e resultado | Adversário e resultado | Adversário e resultado |
| ----------- | ------ | ------------------------ | ---------------------- | ---------------------- | ---------------------- | ---------------------- | ---------------------- | ---------------------- | ---------------------- | ---------------------- |
| Kenny Godoy | -60 kg | NIG Gourouza D 0000-0100 | Não avançou            | Não avançou            | Não avançou            | Não avançou            | Não avançou            | Não avançou            | Não avançou            | Não avançou            |

### Natação
Feminino
| Atletas       | Evento       | Eliminatórias | Eliminatórias | Semifinal   | Semifinal   | Final       | Final       |
| Atletas       | Evento       | Tempo         | Posição       | Tempo       | Posição     | Tempo       | Posição     |
| ------------- | ------------ | ------------- | ------------- | ----------- | ----------- | ----------- | ----------- |
| Karen Vilorio | 100 m costas | 1min06s38     | 41º           | Não avançou | Não avançou | Não avançou | Não avançou |

### Tiro
Feminino
| Atleta                    | Evento                | Qualificação | Qualificação | Final       | Final       | Posição |
| Atleta                    | Evento                | Placar       | Posição      | Placar      | Total       | Posição |
| ------------------------- | --------------------- | ------------ | ------------ | ----------- | ----------- | ------- |
| Claudia Fajardo Rodriguez | Pistola de ar de 10 m | 348          | 48º          | Não avançou | Não avançou | 48º     |